# Algimantas Kirkutis
Algimantas Kirkutis (* 1954 in Kaunas) ist ein litauischer Kardiologe, Politiker und Professor.

## Leben
Nach dem Abitur 1972 an der Mittelschule absolvierte Algimantas Kirkutis von 1972 bis 1978 das Diplomstudium der Medizin am Kauno medicinos institutas. 1992 habilitierte er in Kardiologie.
1979–1993 arbeitete er am Medizininstitut Kaunas (ab 1989 Kauno medicinos akademija), ab 1992 als Professor. 1989–1993 leitete er das Unternehmen „Cordelectro“ als Generaldirektor. 1998 errichtete er mit anderen Kollegen die Gesundheitsfakultät und leitete als Dekan der Klaipėdos universitetas.